# 納瓦拉王國

納瓦拉王國 (1463-1530)
1463年失地
上納瓦拉：1512年失地
阿爾布雷家族領地
富瓦家族領地
下納瓦拉

納瓦拉王国（西班牙語：Reino de Navarra），原名潘普洛納王国，是一個控制比利牛斯山脈大西洋沿岸土地的歐洲王國。

## 王国历史
在中世纪早期，纳瓦拉居民以巴斯克人为主。位于埃布羅河和加龍河之间的土地叫作“巴斯科尼亚”，在卡斯蒂利贵族统治之下被联合起来。在穆斯林入侵和查理曼的法兰克帝国扩张之后，这片土地被分裂，并最终于九世纪时形成了两个主要的王国卡斯蒂利亚王国和潘普洛納王国。经历了封建制，并受到它的强大邻居阿拉贡、卡斯蒂利亚和法国的影响。
6世紀的伊比利亞半島在西哥特人的統治下沒有發生地震式的政治事件。伊比利亞半島上的國王們在保留羅馬的舊有行政方式上比墨洛溫王朝統治者們更成功些，特別是在估稅和收稅方面。他們在統治早期比墨洛溫王朝缺乏一個宗教方面的重要優勢，因為信奉亞流派的西哥德統治者與信奉天主教的西班牙－羅馬人以及猶太教臣民在信仰上並不統一。
711年4月29日，「塔里克的山峰」塔里克·伊本·齐亚德帶領剛皈依伊斯蘭教不久的柏柏尔人軍隊在直布羅陀登陸，開始一連串的征服行動，瓜达莱特战役不是一次孤立的柏柏尔人袭击，它是一系列跨过直布罗陀海峡的柏柏尔人突袭的延续，这些突袭者在之前已洗劫了伊比利亚南部的几个城镇，可能自705-706年征服丹吉尔以来，柏柏尔人就开始了骚扰。
711年，贝提卡的公爵罗德里克在瓜达莱特战役战败并被入侵的穆斯林杀死，其遗孀埃吉洛娜据传与西班牙的第一位穆斯林总督阿卜杜勒·阿齊茲·穆薩·努賽爾结婚。西班牙被伊斯兰教将领塔里克·伊本·齐亚德征服，此时另一个国王阿基拉二世统治了西哥特王国的东北部巴斯克，他与罗德里克的关系尚不明確。阿基拉二世的硬幣據調查比罗德里克的要多，調查結果尚在領土部份兩人沒有重疊，西哥特王国可能在曾被分為兩派統治。从后来的中世纪基督教编年史中推断，罗德里克的前任维蒂扎对犹太人的温和政策引起了反对，導致罗德里克跟阿基拉二世發起政變。
由於兩人的嚴苛統治，導致伊比利亞半島上的犹太人摩尔人巴斯克人替倭馬亞王朝軍隊部队提供了帮助。穆斯林著作《轶事集》记载，考拉·亚胡迪统领着一支由犹太人和柏柏尔人组成的混合部队，在作战中表现出色。 穆斯林胜利之后，犹太人占据了多个城市，甚至被穆斯林委托驻守塞维利亚，科尔多瓦和托莱多。历史学家汤普森说：“无论西哥德人迫害犹太人的理由是什么，这都导致了发起迫害的人的彻底灭亡。”但是，《莫扎拉比编年史》并未记录犹太人参与了穆斯林。 
778年，法蘭克君主查理大帝南下進軍受挫，他率領兵將穿過龙塞斯瓦列斯山口回朝时，遭到巴斯克人伏击。778年8月15日傍晚，造成法蘭克軍隊大量的損失，包含數位最重要的貴族成員，以及輜重的被掠奪，可能其中有所有穆斯林在薩拉戈薩進貢的黃金。攻擊方在成功後，巴斯克人乘著夜晚的優勢逃跑了。
824年，巴斯克人独立建國，以庇里牛斯山為界卡斯蒂利亞、潘普洛納和阿拉貢、索夫拉韦、里瓦戈尔萨（後來的阿拉貢王國）和帕拉斯成為擁有巴斯克人口的主要區域實體，當地的巴斯克地區領導人伊尼戈·阿里斯塔加冕為潘普洛納國王，並領導了反抗法蘭克區域政權的鬥爭，所建立的国家到905年改称为纳瓦拉王国。
费尔南多二世征服了伊比利亚半岛上的最后一个伊斯兰教国家格拉纳达（1492年），从而结束了西班牙历史上的收复失地运动。
1509年，费尔南多以攝政名義架空自己的女兒卡斯蒂利亚女王胡安娜並將其囚禁。费尔南多於1512年後吞并了納瓦拉王國的南方領土（上纳瓦拉）並宣稱繼承納瓦拉王位，達成西班牙全境唯一的實權君主，從而使西班牙全境政治達成統一，1516年费尔南多死後，胡安娜的長子卡爾以與母共治的名義繼位，即神聖羅馬皇帝卡尔五世，因而建立了西班牙哈布斯堡王朝，並為了獨攬大權繼續將胡安娜囚禁至死。1524年上纳瓦拉成為西班牙統一王國的一部分。期間納瓦拉的北方（下纳瓦拉）以庇里牛斯山為界，依然保持獨立，仍稱納瓦拉王國。
母亲为纳瓦拉女王胡安娜三世，父亲为波旁家族纳瓦拉配国王安托万·德·波旁的納瓦拉的亨利於三亨利之戰取勝（1585-1589年，有的說法是1584-1593年；三亨利指：亨利三世、吉斯的亨利、納瓦拉的亨利）成為於1589年成為法國國王，使得納瓦拉王國與法國成為同君聯合，1620年被正式併入法國，納瓦拉的剩余部分被整合进法国。
亨利即法国波旁王朝第一代君主亨利四世，他的玄孫后来成为西班牙国王，即费利佩五世，创建了西班牙的波旁王朝。
1833年，西班牙君主不再自称纳瓦拉君主。隨後時期的國家治理最終於1841年實現統一。

## 相關索引
- 西哥特国王列表
- 纳瓦拉君主列表